# Nikolaï Nekrassov
Pour les articles homonymes, voir Nekrassov.
Nikolaï Alekseïevitch Nekrassov (en russe : Николай Алексеевич Некрасов, plus connu en français comme Nicolas Nekrassov), né le 28 novembre 1821 (10 décembre dans le calendrier grégorien) et mort le 27 décembre 1877 (8 janvier 1878 dans le calendrier grégorien) à Saint-Pétersbourg, est un poète russe, écrivain, critique et éditeur associé de Vissarion Bielinski et auteur du célèbre poème intitulé Les Femmes de Russie (1871-1872).

## Biographie
Nicolas Nekrassov est né dans la petite ville de Nemirov en Podolie, où son père tenait garnison. Une mère d'origine polonaise (Zakrzewska) et douze frères ou sœurs complétaient cette famille de petite noblesse de province.
Menant la vie désordonnée que pouvaient avoir certains gentilshommes de son temps, le père, après avoir dissipé un modeste patrimoine, se trouva réduit à accepter les humbles fonctions de commissaire de police rural. Le
petit Nicolas l'accompagnait souvent dans ses tournées, y prenant contact avec les milieux populaires, leurs mœurs, leurs idées et leurs misères.
L'enfant devenant jeune homme, on l'envoya au corps des Cadets de Saint-Pétersbourg, mais il ne devait pas y rester. Plutôt que de se préparer à la carrière des armes, Nicolas Aléxiéievitch suivit les cours de l'Université et se mêla aux groupes littéraires.
Traité en fils rebelle, privé de ressources, il donnait des leçons, corrigeait des épreuves, faisait des compilations pour les journaux et ne mangeait pas à sa faim.
« Pendant trois ans j'ai eu faim tous les jours »,
raconta-t-il plus tard, en même temps qu'avec le cynisme qui est un des traits les moins sympathiques de son talent, il reproduisit, dans un de ses poèmes, cet épisode autobiographique : sa maîtresse sortant une nuit parée comme pour une noce et revenant avec un petit cercueil pour l'enfant, qui venait de mourir, et un souper pour le père, qui mourait de faim depuis la veille.
Encouragé par Nikolaï Polévoï, il finit par publier quelques poèmes dans la Gazette littéraire et dans Les Annales de la Patrie. Un peu plus tard, un recueil de poésies Rêves et Sons, accueilli avec indulgence par Polévoï et Joukovski, lui ouvrit définitivement la carrière
littéraire.
Mais jusqu'en 1845 il dut lutter avec la misère, travaillant sans relâche dans tous les genres, s'essayant même au vaudeville sous le pseudonyme de Pérépielski. 
De 1845 à 1846, le succès de deux autres recueils : Physiologie de Saint-Pétersbourg et Recueil de Saint-Pétersbourg et l'appréciation élogieuse de Vissarion Belinski lui donnèrent enfin un commencement de gloire et un commencement d'aisance.
Ce fut lui qui découvrit Les Pauvres Gens, le premier roman de Fiodor Dostoïevski qui propulsa ce dernier sur les devants de la scène littéraire pétersbourgeoise.
Peu après, il prenait avec Ivan Panaïev la rédaction du  Sovremennik (Le Contemporain) fondé par Alexandre Pouchkine. La revue publia aussi Dostoïevski, Ivan Tourguéniev, et Léon Tolstoï ainsi que des poésies de Nekrassov. Le succès de la revue a été largement attribué à Nekrasov, considéré comme un éditeur d'auteurs importants, tant russes qu'étrangers. Il a notamment traduit Balzac et Flaubert. En deux ans, Nekrassov devint riche. Divers bruits circulèrent sur les origines de cette fortune si promptement acquise, et ses amis l'abandonnèrent.
D'autre part, les difficultés financières que connut la revue par la suite, liées au manque de liberté de la presse en Russie, amenèrent la fermeture de la revue en 1866, au moment de l'arrestation du révolutionnaire Nikolaï Tchernychevsky sur ordre du tsar.

## Critique
La vie poétique du poète était en désaccord avec sa vie pratique, quelques-unes de ses compositions lyriques en reflètent la trace. L'avenir lui réservait des compensations. La hardiesse dont il fit preuve, dans une série d'œuvres nouvelles, en touchant aux plaies les plus sensibles de la vie russe, la force d'invective et la puissance satirique qu'il y sut déployer, les nouveaux éléments de poésie qu'il réussit à y introduire devaient faire de lui, vers 1870, l'idole de la jeunesse contemporaine.
Il a dit de lui-même, en maint endroit, qu'il ne se connaissait pas d'autre source d'inspiration que l'indignation. « Je ne me souviens pas d'une muse aimable et caressante qui ait chanté à mon chevet de douces chansons... Celle qui m'inspira de bonne heure est la muse des sanglots, du deuil et de la douleur, la muse des affamés et des mendiants ». Et, dans un de ses derniers poèmes, il a parlé de son « vieux cœur fourbu de haine ».
Comme satiriste, il est féroce et capable de baver son ironie cruelle jusque sur le berceau d'un enfant endormi :

« Do, l'enfant, do!

Une heureuse nouvelle s'est répandue dans la province,

Ton père, coupable de tant de méfaits, vient enfin

D'être mis en jugement.

Mais ton père, coquin fieffé, saura se tirer d'affaire.

Dors, vaurien, pendant que tu es honnête.

Do, l'enfant, do ! »

— Nikolaï Nekrassov.
Sa muse sombre rappelle par moments celle de Crabbe. Elle roule en torrent de sarcasmes, d'anathèmes, d'injures à travers toutes les couches de la société russe.
Parfois, le poète lyrique l'emporte sur le satiriste, évoquant des figures non idéales, certes, — il est trop réaliste pour cela, — mais d'une idéalité sympathique, des princesses qui font penser aux matrones romaines, des hommes du peuple humbles et patients, mais bons et forts au milieu de la nuit qui les environne « comme une prison souterraine sans lumière », et les martyrs de la lutte pour la lumière : Vissarion Belinski, Nikolaï Dobrolioubov, Dmitri Pissarev. Ce sont de rares éclaircies. 
Même dans ses représentations de la vie populaire, son sujet de prédilection, son grand amour, sa passion, en suivant la double direction qui correspond en quelque sorte au pôle positif et au pôle négatif de son talent, Nékrassov aboutit toujours à un abîme de sombre désolation.
Le procédé du poète est le même dans les deux sens : un coin de la nature russe, peu pittoresque, morne et plat, recelant quelques créatures qui, elles aussi, ont peu d'apparence, sert de thème initial; la fantaisie de l'évocateur s'en empare; paysages et figures s'animent peu à peu d'une vie intense, grandissent, prennent un aspect mythique et légendaire, et l'on voit apparaître la vaste Russie tout entière en un cadre d'épopée rustique.
Voici, dans Le Gel au nez rouge (Moroz krasnyï noss), une évocation magnifiquement allégorique
de l'hiver russe, le terrible seigneur régnant sur un monde de misères et de souffrances.
Voici encore, dans La Troïka, la légende complète de la destinée féminine sous les humbles toits de chaume. Et l'impression des deux images est d'une égale tristesse. Seulement, dans le premier tableau, Daria, la femme du moujik mourant de froid, a une beauté héroïque et tranquille ; dans le second, la jeune fille, qui suit des yeux une voiture de poste d'où un officier lui a souri, n'est qu'une pauvre créature, jouet d'une vision fugitive de bonheur. Et le rayon de soleil qui l'a éclairée en passant pour la rejeter aussitôt dans l'ombre, ne sert qu'à montrer, en une opposition cruelle, les deux faces d'une destinée dont la meilleure part n'est pas pour elle : ce que cette paysanne deviendrait si elle pouvait monter dans la voiture et ce qu'elle deviendra en restant au village, épouse bientôt de quelque paysan ivrogne et querelleur, esclave et bête de somme, jusqu'à la pelletée de terre jetée « sur un sein qu'aucune caresse n'aura réchauffé ».

## Nékrassov dans la littérature russe

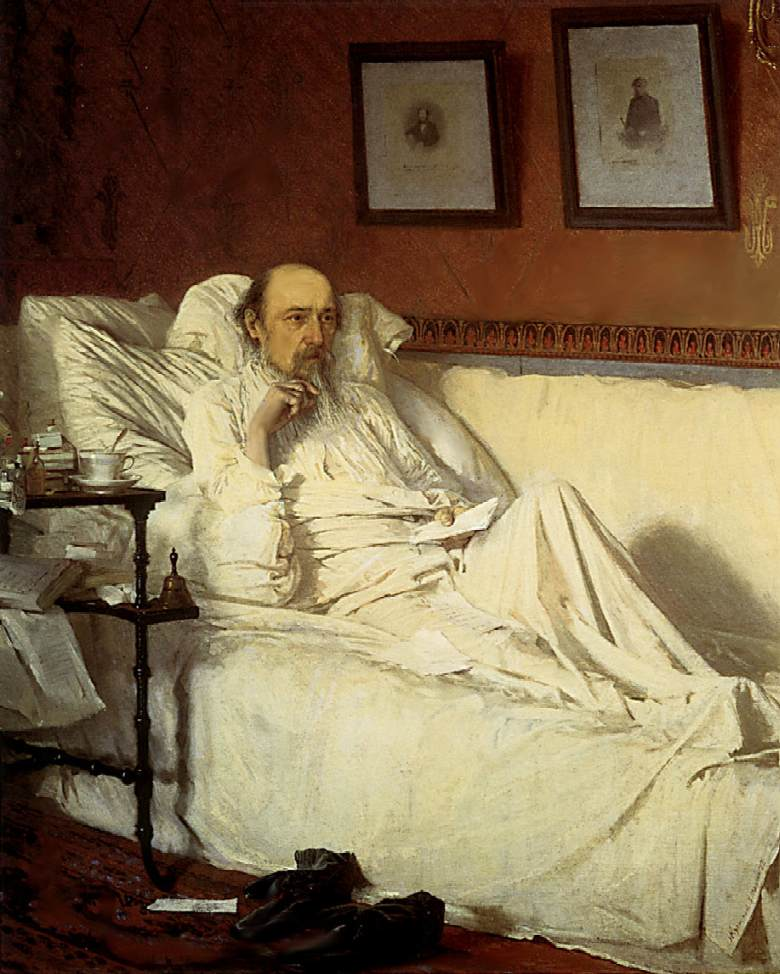
N. A. Nekrassov dans la période des « Derniers chants» (1878), Galerie Tretiakov, Moscou

Nékrassov a souvent été comparé à Dostoïevski dont il a été le premier éditeur en 1845. Entre lui et tous les romanciers russes contemporains, il y a cependant une différence essentielle qui est un élément d'originalité, mais en même temps d'infériorité relative : on ne trouve pas chez lui leur fonds commun de
mysticisme résigné et d'amour mystique pour la souffrance. Auteur politique autant que poète, esprit positif et athée, Nékrassov est un révolutionnaire à la mode d'Occident, non à la mode russe.
Ce dernier trait est sensible dans Pour qui fait-il bon de vivre en Russie? un poème
où, eu égard à sa date — 1864, — on s'attendrait le moins à le trouver. Des paysans devisent après leur travail et se plaignent de leur peine. À qui la vie, en Russie, donne-telle la joie, la paix, la liberté?
Pour résoudre ce problème, les philosophes en haillons tirent au large, battant la terre natale par monts et par vaux, interrogeant tour à tour fonctionnaires, propriétaires fonciers, popes, marchands, leurs frères de la glèbe. Même réponse partout, triste et négative.
Comme accumulation épique de tableaux expressifs, l'œuvre est belle ; comme conception, elle est outrée, tendancieuse et fausse. Elle évoque des polémiques de journal; elle rappelle plus « Les Châtiments » que « La Maison des morts ».
Nekrassov se persuadait que sa haine n'était que de l'amour rentré pour le peuple bien qu'il ne l'ait guère manifesté pratiquement. Et poétiquement même, il ne lui a donné une expression raisonnable que dans les huit distiques célébrant, en 1861, l'ère nouvelle inaugurée par l'émancipation du servage. Après quoi, comme si rien ne s'était passé, il a continué à rugir, à pleurer et à maudire un mal qui n'existait plus. Un juge, le plus avisé et le moins suspect en l'espèce, ne s'y est pas trompé : si violents qu'il les fît, les vers de ce Vallès russe, comme l'a appelé M. de Vogüé, — un Vallès enrichi par des spéculations louches! — ont toujours été ménagés par la censure. 
Comme penseur, Nékrassov n'a vécu que sur une idée : l'affranchissement des serfs. Il la jugeait tellement sienne et se trouvait si incapable de la remplacer qu'après 1861, il fut près de crier : au voleur! Et il reprit un discours qui n'avait plus de sens.
Comme artiste, il a eu surtout un talent de description. Dans Les Malheureux, où il a mis beaucoup de lui-même, on trouve un tableau de Saint-Pétersbourg à comparer avec les meilleurs du genre dans « Eugène Onéguine ». Les deux images sont incomplètes. Pouchkine n'a vu que les aspects brillants et fastueux de la capitale; Nékrassov à son tour n'a de regard que pour le petit monde courbé dès l'aube sous la tâche quotidienne. La force du dessein et la puissance de la représentation paraîtront peut-être supérieures dans la seconde image.
Le jour malade, l'aube lente et embrumée qui enveloppe et guide au travail la foule des ouvriers, des petits employés, toute la mise en scène de l'heure matinale dans les rues de la grande ville est d'une vérité prodigieuse. Le poète lui-même se refusait le génie créateur pour le fond, et reconnaissait les insuffisances artistiques de son œuvre au point de vue de la forme. « Je ne me flatte pas que, dans la mémoire du peuple, quelque chose subsiste de mes vers... Il n'y a pas en toi de libre poésie, ô mon vers farouche et gauche ; il n'y a pas de génie créateur. »
Il a laissé un grand nom, mais pas d'école. Parmi ses imitateurs, Alexandre Iakhontov (ru), Lev Borovikovski (ru) et Innokenti Omoulevski (ru). Ce dernier, qui mourut en 1883 de misère et d'abus de boisson, a le plus d'originalité.

## Œuvres
Les œuvres majeures de Nikolaï Nekrassov sont :
- Les Femmes de Russie («Русские женщины», 1871-1872)
- Le Gel au nez rouge (Moroz krasnyï noss, «Мороз, Красный нос»)
- La Troïka («Тройка»)
- Pour qui fait-il bon vivre en Russie? (ru), 1864)
- Les Malheureux
- Le Jour malade

## Sources
- K. Valiszewski, Littérature russe, Paris, A. Colin, 1900